# L'affondamento del Laconia
L'affondamento del Laconia (The Sinking of the Laconia) è una miniserie televisiva del 2011 in due puntate, diretta da Uwe Janson e interpretata da Andrew Buchan, Brian Cox e Ken Duken. In Italia è stata trasmessa in prima visione su Canale 5 il 2 ottobre 2011, in un'unica serata.
Di genere storico-drammatico, è la ricostruzione cinematografica di un fatto realmente accaduto, noto come affondamento del Laconia avvenuto il 12 settembre del 1942.

## Trama
Oceano Atlantico, settembre 1942. Il mercantile armato Laconia, partito dalle coste africane e adibito a trasporto prigionieri, sta facendo rotta per Liverpool con a bordo, oltre all'equipaggio, passeggeri civili britannici, militari britannici e polacchi in qualità di passeggeri e circa 1.800 prigionieri di guerra italiani. La sera del 12 settembre il Laconia incrocia la rotta dell'U-Boot U-156, al comando del tenente di vascello Werner Hartenstein, il quale, seguendo gli ordini ricevuti, una volta stabilita la nazionalità della nave, la colpisce con i siluri; la nave affonda con molte vittime, soprattutto italiani.
Un flashback riporta gli avvenimenti ad un mese prima, al giorno dell'imbarco e, guidati dalla voce narrante del tenente italiano Vincenzo Di Giovanni, seguiamo il trascorrere dei giorni delle diverse categorie presenti sulla nave, dalla ricca milady in crociera ai prigionieri rinchiusi nelle stive e vessati dai carcerieri polacchi.
Dopo aver colpito la nave il comandante tedesco si avvicina per raccogliere gli ufficiali come prigionieri, ma accortosi della presenza degli italiani, dà ordine di raccogliere tutti i superstiti. Il giorno successivo trasmette la propria posizione ad una vicina base britannica, ma il comandante inglese, temendo un'imboscata, passa la notizia agli americani chiedendo un sopralluogo aereo. Il bombardiere americano, giunto sul posto, riceve ordine di sganciare le uniche due bombe a bordo, provocando lievi danni all'U-Boot, che nel frattempo aveva trasbordato una parte di naufraghi su un altro U-Boot e su un sommergibile italiano (il Comandante Cappellini), giunti in soccorso.
Il comandante dà ordine di lasciare tutti i naufraghi sulle lance, rassicurandoli che a breve incroceranno una nave francese partita per raccoglierli, e fa rotta verso ovest per fare le dovute riparazioni in acque tranquille.
Giunto alla base Hartenstein riceve la croce al valor militare per l'azione umanitaria compiuta; al tempo stesso l'ammiraglio Karl Dönitz emana a malincuore l'ordine Triton Null, imponendo da quel momento agli U-Boot di non effettuare più tentativi di salvataggio delle navi silurate.

## Produzione

### Riprese
- Città del Capo, Sudafrica